# Bregalnica
Bregalnica (makedonsky Брегалница) je řeka v Severní Makedonii. Měří 225 km a je po Vardaru druhou nejdelší řekou v zemi.
Pramení v pohoří Maleševo u města Berovo v nejvýchodnější části země. Na horním toku vytváří četné vodopády. Přítoky Bregalnice jsou Ratevska, Osojnica, Zrnovska, Kozjacka, Otinja, Lakavica, Zelevica, Kamenicka, Orizarska, Kocanska, Zletovica a Svetinikolska. Řeka protéká městy Delčevo, Makedonska Kamenica, Vinica, Kočani a Štip. Vlévá se zleva do Vardaru nedaleko vesnice Gradsko.
Oblast kolem horního toku je lesnatá, ve stepích na dolním toku roste endemitní rostlina Salvia jurisicii. Klima je kontinentální, s horkými suchými léty a mrazivými zimami. Nedaleko Kočani je řeka využívána k zavlažování rýžových polí. Na Bregalnici byly postaveny přehrady Berovsko ezero, Kalimansko ezero a Mantovo. Povodí řeky se vyznačuje nerostným bohatstvím (zlato, olovo, zinek a titan). Kvalita vody je nízká, probíhá program na její zlepšení podle rámcové směrnice o vodách Evropské unie.
V červenci 1913 zde proběhla bitva na Bregalnici, která byla rozhodujícím střetnutím druhé balkánské války.
Podle řeky jsou pojmenovány fotbalové kluby FK Bregalnica Štip a FK Bregalnica Delčevo.